# Папеда (јело)
Папеда, или бубур сагу, је врста каше направљена од саго скроба. То је основна храна староседелаца источне Индонезије, односно делова Сулавесија, Малучких острва и Папуе. Такође је распрострањена у Папуи Новој Гвинеји и служи као пандан централној и западној индонежанској кухињи која фаворизује пиринач као основну храну.
Скроб се добија обарањем стабла саго палме, пресецањем на пола и стругањем меких унутрашњих делова дебла, сржи, чиме се добија сирово брашно од саго сржи. Ово брашно се затим помеша са водом и исцеди да би се скроб излучио из брашна. Још влажни саго скроб се обично чува у посуди направљеној од листова саго палми, која се зове туманг, у којој ће се чувати неколико месеци пре него што ће спонтаном ферментацијом постати превише кисео и неприкладан за прављење папеде. У зависности од сорте и услова узгоја, дрвету саго може бити потребно пет до више од десет година да акумулира довољно скроба у свом деблу да би се труд око његовог вађења исплатио.
Папеда се прави кувањем саго скроба са водом и мешањем док се не згруша и не постане провиднији. Има конзистенцију и текстуру попут лепка. Сајур бунга пепаја (поврће из цветних пупољака папаје) и тумис кангкунг (пржени спанаћ на води) често се служе као прилог као поврће уз папеду.

## Локације
Према антропологу Џошуа Роберту Мансобену, папеда се обично припрема у Сентани и Абрабу провинције Папуа поред језера Сентани, Арсоу и Маноквари. У међувремену, у кулинарској традицији низина у Јужној Папуи и Централној Папуи као што су Мапи, Асмат, Мимика и Мерауке, саго се обрађује другачије. То су сагу бакар, сагу лемпенг, сагу сеф и сагу бола.
- Људи Алифуру острва Серам Малучких острва кувају папеду у бамбусу.
- Коришћење посебне дрвене виљушке зване гата-гата у Западном Сераму, Малуку, Индонезија.

У јужном Сулавесију, углавном Луву и Тана Тораја, Капурунг се прави од куване саго каше који се узима помоћу штапића или виљушке и ваља у куглу. Обично се служи уз пасуљ, поврће и рибу у супи. Док се у југоисточном Сулавесију, посебно у племену Толаки, Синонги, саго каша сервира одвојено од прилога. Потребно га је покупити посебно дизајнираним дрвеним штапићима.
Слично јело постоји и у Малезији, где се зове линут, део кухиње у источномалезијској држави Саравак, и у Брунеју, где се зове амбујат.

## Варијације менија
Уопштено, папеда се конзумира са скушом и рибљим бујоном, али се може заменити црвеном рибом, туњевином или рибом Channa Striata. Већина ових риба је зачињена куркумом и лиметом, дајући карактеристичну жуту боју чорби. Папеда се понекад такође конзумира са куваним скробним кртолама, као што су маниока или јам. Осим жуте чорбе и рибе, у папеди се може уживати и  са сајур ганемо, који се прави од младих листова мелинџа, пржених цветова папаје и црвеног чилија.